# Pak Kret
Pak Kret (in thai ปากเกร็ด; pronuncia IPA paːk kreːt) è una città maggiore (thesaban nakhon) della Thailandia.  Il territorio comunale occupa una parte del distretto di Pak Kret della provincia di Nonthaburi, nel gruppo regionale della Thailandia Centrale.
Fa parte della regione metropolitana di Bangkok. Con una popolazione di 189 458 abitanti, a tutto il 2020 era la terza città più popolosa del paese dopo le vicine Bangkok e Nonthaburi.

## Geografia

### Territorio

Mappa della città

Si trova nella pianura della Thailandia Centrale e si affaccia sulla riva orientale del fiume Chao Phraya. Il confine ovest è rappresentato dal fiume e dal canale artificiale Lat Kret, oltre il quale si estende l'isola di Ko Kret formata da un'ansa del Chao Phraya. L'isola fa parte del distretto di Pak Kret e del tambon di Ko Kret, non fa quindi parte della città, che è invece formata dai tambon di Pak Kret, Bang Talat, Ban Mai, Bang Phut e Lat Khlong Kluea.
La municipalità confina a sud con Nonthaburi, a est con i distretti di Bangkok di Lak Si e Don Mueang e a nord con la provincia di Pathum Thani. Il centro istituzionale e commerciale, dove si trovano il mercato centrale, il municipio e l'ufficio distrettuale, è nella zona occidentale di Pak Kret vicino all'imbocco del canale Lat Kret. Il centro di Bangkok si trova 20 km a sud di Pak Kret e quello di Nonthaburi 6 km a sud.

### Clima
La temperatura media mensile massima è di 35,7° ad aprile, durante la stagione secca, con un picco di 40,8° registrato a maggio, mentre la media mensile minima è di 22° a dicembre, nella stagione fresca, con un picco di 11,7° a dicembre. La media massima mensile delle precipitazioni piovose è di 284,9 mm in settembre, nella stagione delle piogge, con un picco giornaliero di 210.7 mm in maggio. La media minima mensile è di 6,1 mm in dicembre. La stagione fresca va da ottobre a gennaio, quella secca da febbraio ad aprile e quella delle piogge da aprile a settembre.

## Storia
La regione della città è stata abitata fin dai tempi del regno di Ayuttaya, nel XVIII secolo. Nel 1722, re Thai Sa fece costruire il canale che taglia l'ansa del Chao Phraya per velocizzare la navigazione. Gli insediamenti sulla riva del fiume divennero noti come Ban Tret Noi (บ้านเตร็ดน้อย) e Ban Pak Tret Noi (บ้านปากเตร็ดน้อย), che significa "villaggio sul taglio dell'ansa minore" e "villaggio all'imbocco del taglio dell'ansa minore". 
Pak Kret fu istituita come distretto sanitario (sukhaphiban) il 31 agosto 1955 e comprendeva i territori a est del fiume dei sottodistretti di Pak Kret, Bang Phut, Ban Mai, Bang Talat e Khlong Kluea. Divenne municipio di sottodistretto (thesaban tambon) il 1º gennaio 1992. Con il fenomeno dell'urbanesimo che a partire dal 1960 rese Bangkok sempre più affollata, Pak Kret si popolò rapidamente e le sue aree rurali divennero zone residenziali; fu dichiarata città minore (thesaban mueang) il 5 febbraio 1996 e ottenne l'odierno status di città maggiore (thesaban nakhon) il 20 aprile 2000.

## Monumenti e luoghi d'interesse

### Architetture civili

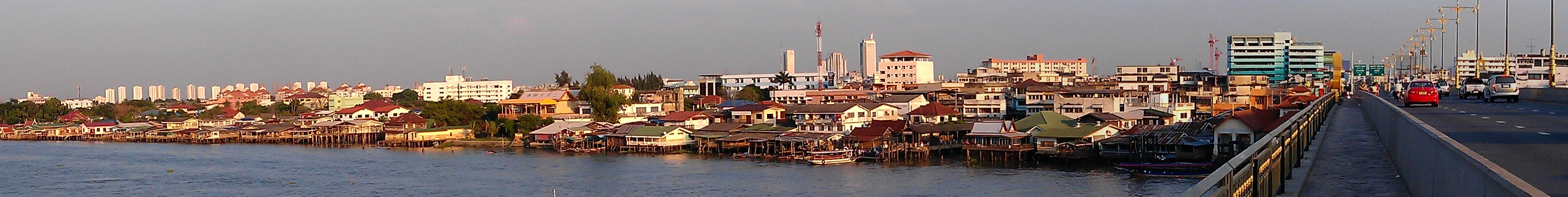
Le rive di Pak Kret viste dal ponte di Rama IV. Sullo sfondo a sinistra i grattacieli di Muang Thong Thani

La maggior parte del territorio comunale è zona residenziale a bassa densità. Il più grande complesso residenziale di Pak Kret è Muang Thong Thani, situato nella zona orientale, dove si trova l'imponente complesso multi-funzione di Impact Muang Thong Thani. Uno dei più grandi centri commerciali presenti è il Central Chaengwattana, che si trova lungo la strada omonima.

### Aree naturali
- Parco Somdet Phra Srinagarindra, situato nella zona nord-est di Pak Kret.[3]

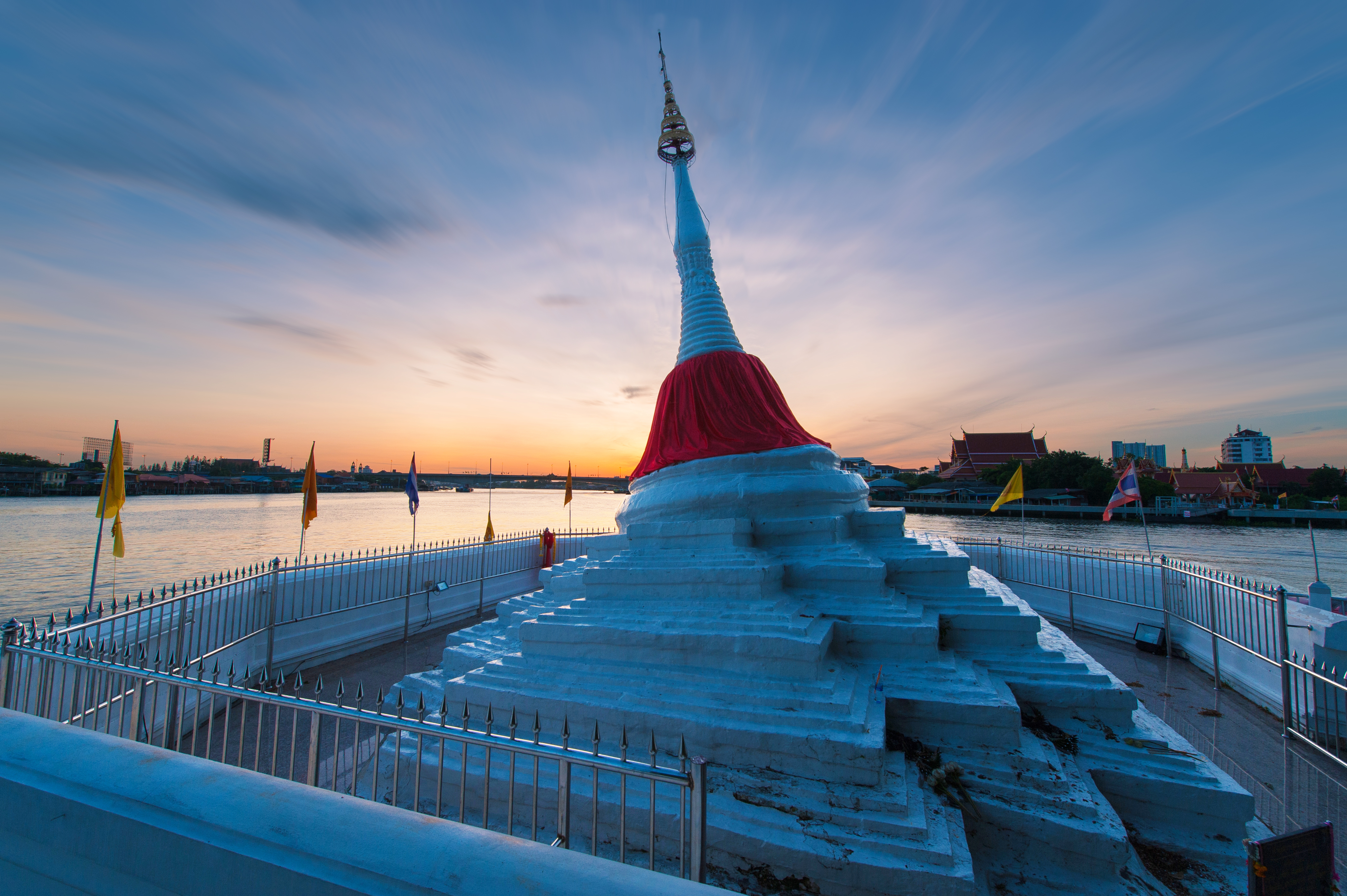
Lo stupa pendente del Wat Poramai Yikawat a Ko Kret

### Altro
- Ko Kret, isola formata dal canale scavato sull'ansa del Chao Phraya e diventata un insediamento mon. È raggiungibile in traghetto e tra le sue attrazioni vi sono le botteghe del tradizionale vasellame mon in terracotta, il Wat Poramai Yikawat e il cibo locale.[8]

## Società

### Etnie e minoranze straniere
Oltre ai thai, etnia principale, Pak Kret ospita una comunità di mon presente nella zona già da fine Settecento, quando dovettero lasciare la Birmania per sfuggire alle persecuzioni dei bamar. Una nuova ondata di mon si trasferì da Bangkok nel territorio che oggi forma la città a inizio Novecento per preservare le proprie tradizioni in un periodo in cui nella capitale era in corso il processo di assimilazione culturale noto come thaificazione.

## Istruzione
La sede principale dell'International Schools Association of Thailand si trova nella città. A Pak Kret vi sono la sede dell'Università aperta Sukhotai Thammathirat e un campus della Università Silpakorn, entrambi nella zona di Muang Thong Thani.

## Economia
L'economia cittadina si basa soprattutto sul commercio all'ingrosso, al dettaglio e sulla compravendita di immobili e terreni. Sulle aree rurali rimaste si coltivano alberi di mangostano, durian e banana. Tra i maggiori investimenti vi sono quelli nel settore immobiliare. Le industrie presenti producono per il settore tessile, dell'elettronica, alimentare ecc.

## Infrastrutture e trasporti

### Strade

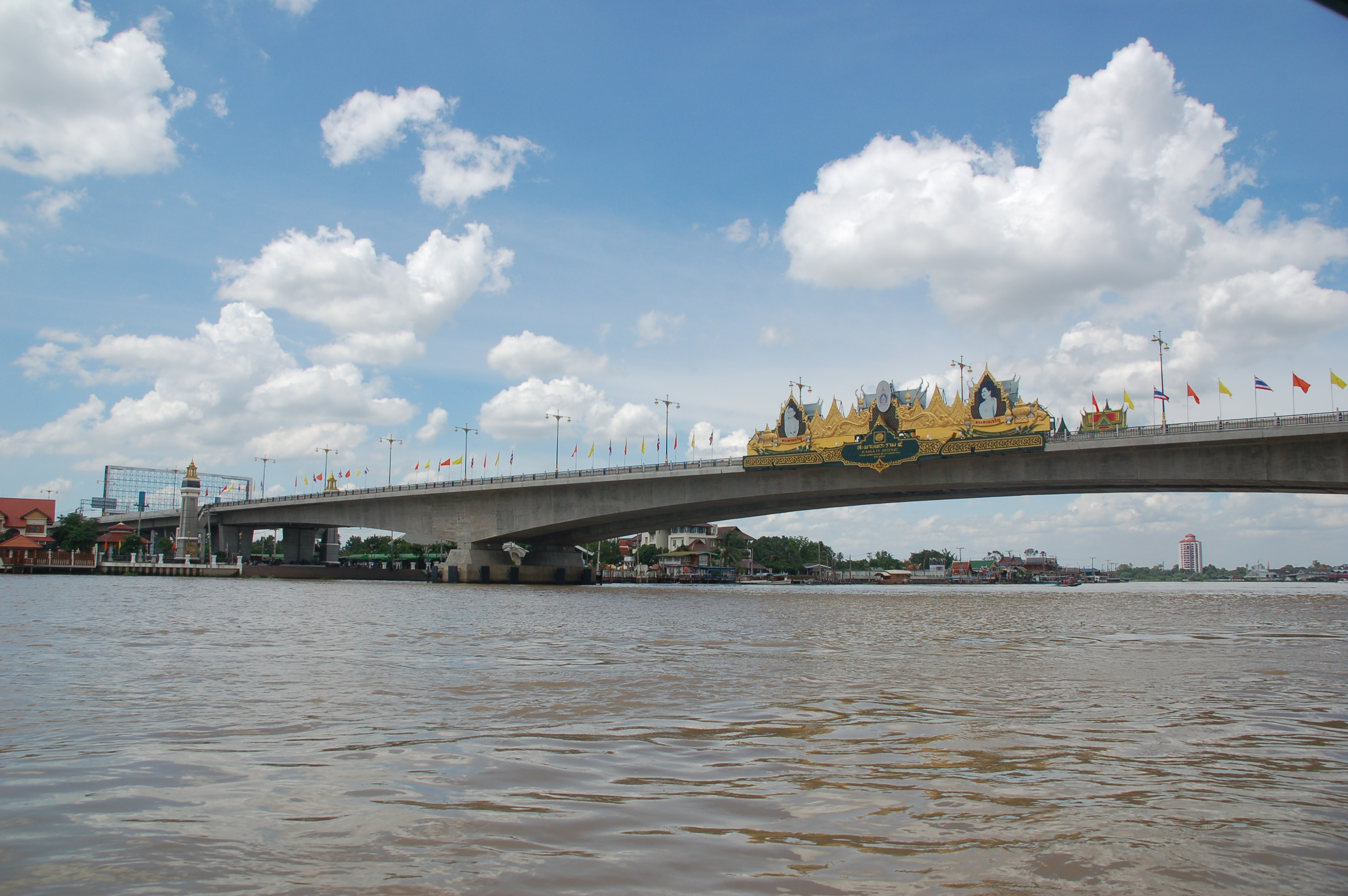
Ponte Rama IV

Le due strade principali che attraversano il centro città sono la thanon Tiwanon, che fa parte della strada statale nº 306 ed è sull'asse nord-sud, e la thanon Chaeng Watthana, sull'asse est-ovest e parte della strada statale nº 304. La Chaeng Watthana attraversa il Chao Phraya sul ponte Rama IV. La provinciale nº 3019 allevia parte del traffico lungo l'asse nord-sud. Sulla parte orientale di Pak Kret passa da nord a sud la Bang Pa-in - Pak Kret Expressway, autostrada soprelevata a pagamento che si innesta nel sistema di tangenziali di Bangkok. Poco a est dei confini comunali scorrono, anch'esse lungo l'asse nord-sud, l'autostrada soprelevata a pagamento Don Mueang Tollway e la sottostante thanon Vibhavadi Rangsit, altre arterie nevralgiche per il traffico della capitale.

### Ferrovie
I binari della Ferrovia di Stato della Thailandia si trovano paralleli alla Don Mueang Tollway, poco lontane dai confini est di Pak Kret, all'altezza della quale vi sono le stazioni di Kan Keha e di Don Mueang. A breve distanza dai confini sud e ovest si trovano diverse stazioni della linea viola della metropolitana di Bangkok.

### Porti
Nelle ore di punta, battelli per il trasporto pubblico passeggeri della Chao Phraya Express Boat si fermano in due moli di Pak Kret, tra i quali il capolinea N33 di Pak Kret, situato nei pressi del ponte Rama IV.

### Aeroporti
L'aeroporto di Bangkok-Don Muang, secondo scalo della capitale e riservato alle compagnie aeree a basso costo, è situato in corrispondenza della stazione di Don Mueang della Ferrovia di Stato, poco oltre i confine ovest di Pak Kret.

### Mobilità urbana
I trasporti pubblici urbani e quelli interurbani a corto raggio sono affidati agli autobus della Bangkok Mass Transit Authority, principale operatore di autobus nell'area metropolitana di Bangkok. Per i trasporti urbani sono inoltre utilizzati i songthaew.

## Sport

### Calcio
La società più importante è il Muangthong United, che tra il 2009 e il 2017 ha vinto quattro volte il massimo campionato, tre Thai FA Cup e due Thai League Cup.

### Impianti sportivi
- Thunderdome Stadium, inaugurato nel 1998, è il primo stadio in Thailandia costruito esclusivamente per il calcio, ma ha ospitato anche concerti musicali. È il campo del Muangthong United, ha una capienza di 15 000 posti e si trova nel complesso Impact Muang Thong Thani. Vi ha disputato alcuni incontri la nazionale di calcio della Thailandia.